# Ola Håkansson
Ola Håkansson (nascido em 24 de março de 1945) é um cantor sueco, compositor e produtor. Ele é fundador e CEO da TEN Music Group, uma gravadora independente sueca. Ele também fundou a Stockholm Records, outra gravadora e uma subsidiária da UMG.
Ola Håkansson nasceu em Estocolmo. Ele foi o vocalista da banda Ola & the Janglers e mais tarde Secret Service. Em 1986, ele gravou os duetos "The Way You Are" e "Fly Like The Eagle" com Agnetha Fältskog.
Ele fazia parte do trio de composição Norell Oson Bard. Em 1992, com Alexander Bard, Håkansson fundou a gravadora independente Stockholm Records.
Ele tem quatro filhos, Andreas, Viktor, David, Ludvig e uma filha, Linnéa Håkansson.

## Filmografia
- Ola och Julia (1967) por Jan Halldoff